# Кохґілує і Боєрахмед
Кохґілує і Боєрахмед (перс. کهگیلویه و بویراحمد — Kohgiluyeh o Buyer-Ahmad) — одна з 30 провінцій (останів) Ірану. Розташована на південному заході країни. Столиця — місто Ясудж, інші великі міста — Догонбедан або Гачсаран (83 тис.), Дехдешт (52 тис.), Лікак (13 тис.), Черам (13 тис.), Ланде (11 тис.), Башта (10 тис.). Площа провінції — 15 563 км². Населення на 1996 рік — 544 000 осіб, більшість лури, перси, і кашкайці.

## Історія
Раніше провінція Кохґілує і Боєрахмед була частиною провінції Фарс і (до 23 червня 1963 року) провінції Хузестан. Поділ відбувся в результаті заворушень, які сталися 13 червня 1963 року. Остаточне формування в самостійну провінцію завершилося в березні 1974.
У провінції є 132 зареєстрованих місця, що представляють історичну та культурну цінність.

## Географія

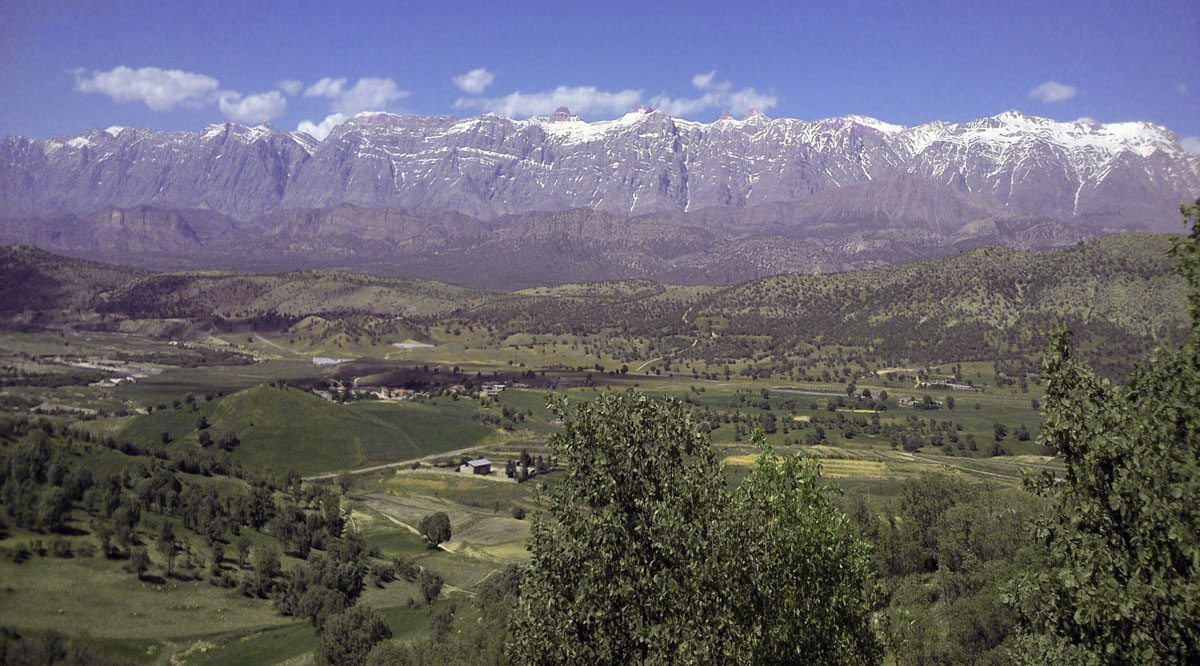
Гори Дена

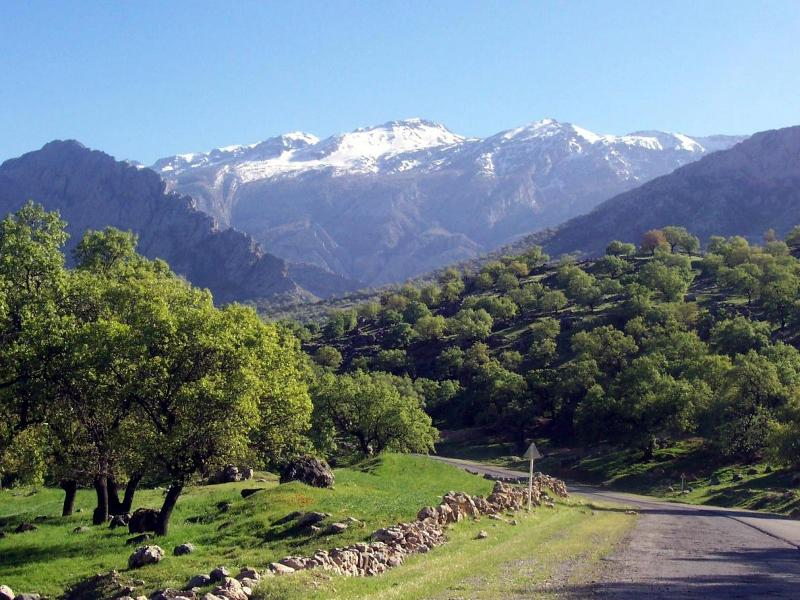
Гора Хамі, район Башт

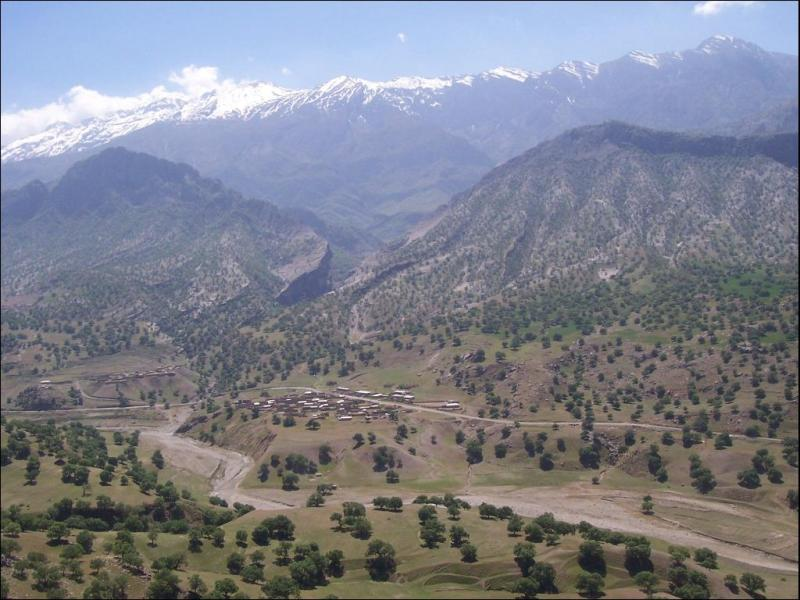
Гори Шадеган

Територія провінції в основному зайнята Загроськими горами. На хребті Дена знаходиться найвища точка (4409 метрів). Гори в провінції Кохґілує і Боєрахмед покриті дубовими лісами.

## Адміністративний поділ
Складається з шахрестанів Кохґілує, Боєрахмед, Бехмеі, Гечсаран, Дена та інших.

## Економіка
Основні галузі економіки — нафтопереробна, харчова, текстильна, деревообробна промисловість, виробництво будматеріалів, торгівля, сільське господарство, туризм. У місті Ясуджі розташований нафтопереробний завод «Нешнл Іраніан Ойл Рефайнінг енд Дистрибьюшн Компані».

## Навчальні заклади
- Університет Ясуджи [Архівовано 2 квітня 2022 у Wayback Machine.]
- Ясуджскій медичний університет [Архівовано 30 жовтня 2005 у Wayback Machine.]
- Islamic Azad University of Gachsaran [Архівовано 20 березня 2022 у Wayback Machine.]

## Туризм
У місті Ясудж розташовані старовинні міст Патавех і цвинтар Пай-е Чоль, пагорб Хосраві з руїнами епохи Ахеменідів. Біля Ясуджа на дорозі в Фарс розташований перевал Танг-е Мейран («Ворота Персії»), де Олександр Македонський розбив війська Ахеменідів.
Також навколо Ясуджа розташовані дубові ліси і водоспади Танг-е Тамораді. Біля міста Сисахт розташовані руїни епохи Сасанідів і Сефевідів, гірський заповідник Дена. У провінції також є лижний курорт Кака, водоспад Камардугх і печера Шах.